# Tramwaje w Uppsali
Tramwaje w Uppsali − zlikwidowany system komunikacji tramwajowej w szwedzkim mieście Uppsala, działajcy w latach 1906−1953.

## Historia
Pierwszą linię tramwajową w Uppsali otwarto 11 września 1906 na trasie Stora torget − Grindstugan. Po tej trasie kursowała linia nr 3. 2 października uruchomiono linię nr 1, która kursowała na trasie Sysslomansgatan − Centralstationen. 6 grudnia otwarto nową trasę Svartbäcken − Kungsängsesplanaden na której uruchomiono linię nr 2. 30 lipca 1907:
- przedłużono linię nr 2 na nowej trasie do Grindstugan przez Islandsbron
- zlikwidowano linię nr 3 oraz rozebrano torowisko w Trädgårdsgatan

10 sierpnia 1911 ponownie wydłużono linię nr 2 od Grindstugan do Polacksbacken. 25 lipca 1912 linię nr 1 wydłużono do Erikslund lecz do pętli kursował co drugi tramwaj, a pozostałe do dotychczasowej pętli. 11 września 1915 wydłużono linię nr 1 do Eriksdal. 15 września 1925 ponownie uruchomiono linię nr 3 tym razem na trasie: Stora torget − Almtuna. 1 października 1925 otwarto nową trasę do Svartbäcken. W 1927 w mieście były 4 linie tramwajowe:
- 1: Eriksdal − Centralstationen
- 2: Erikslund − Centralstationen
- 3: Stora torget − Almtuna
- 4: Svartbäcken − Polacksbacken

Wszystkie cztery linie były zarządzane przez Uppsala Spårvägar. 5 sierpnia 1928 uruchomiono trasę od Svandammen do Graneberg. Na tej trasie kursowała linia nr 6 obsługiwana przez spółkę Uppsala-Mälarens Spårvägs AB (UMS). 2 lutego 1944 zostaje zlikwidowana linia nr 3 i zostaje zastąpiona przez linie nr 1 i 2 oraz zostaje uruchomiona nowa linia nr 5, która kursuje na trasie Stora torget − Centralstationen. W czerwcu 1945 spaliła się hala zajezdni tramwajowej oraz zlikwidowano linię nr 5. W czasie pożaru uległo spaleniu 10 wagonów: 9 wagonów silnikowych o nr 1−4, 6, 8, 11, 12 i 16 i jeden doczepny o nr 25. 1 listopada 1947 zlikwidowano linie nr 1 i 2. 25 kwietnia 1949 linię nr 6 wydłużono od Svandammen do Stora torget. 3 maja 1953 zlikwidowano ostatnią miejską linię, zarządzaną przez Uppsala Spårvägar nr 4. 12 października 1953 zlikwidowano ostatnią w Uppsali linię nr 6. 